# Willem van de Poll
Willem van de Poll (* 13. April 1895 in Amsterdam; † 10. Dezember 1970 ebenda) war ein niederländischer Fotograf, der zu den bedeutendsten Fotografen seiner Generation zählte.
Van de Poll arbeitete als unabhängiger reisender Pressefotograf in Europa, im Nahen Osten, in Indonesien und auf den Antillen. Nach dem Krieg wurde er Hausfotograf der königlichen Familie. Er war auch als Werbe- und Modefotograf tätig.

## Ausbildung
Nach dem Willen seines Vaters, des Gynäkologen Cornelis Nanning van de Poll, hätte auch Willem van de Poll Arzt werden sollen. Stattdessen ging dieser nach dem Besuch der Hogereburgerschool zunächst zur Polizei. 1919 absolvierte er einen Kurs an der „Graphischen Lehr- und Versuchsanstalt“ in Wien. Nachdem er kurze Zeit als Kameraassistent für Alexander Korda tätig gewesen war und für die Wiener Polizei fotografiert hatte, kehrte er 1920 in die Niederlande zurück.

## Karriere
Van de Poll war einer der ersten Reportagefotografen in den Niederlanden. 1932 machte er Fotos für eine NS-Werbekampagne, doch seine Bilder waren den Auftraggebern zu innovativ. Er besuchte in der Zwischenkriegszeit unter anderem Polen (1934), Island (1934), Ägypten (1935), Berlin (1935) und Paris (1935) und machte Fotoreportagen über das jüdische Wohngebiet in Warschau und die Annexion des Sudetenlandes. 
Van de Poll besuchte auch die Überseegebiete und den Nahen Osten. Seine Arbeiten wurden über Fotopresseagenturen wie Schostall (Paris/Wien/Mailand), Associated Press (Berlin) und Black Star (New York) vertrieben. Er verkaufte nicht nur seine Fotos an Zeitschriften und Presseagenturen, sondern schrieb auch selbst Artikel. Seine journalistischen Arbeiten wurden in De Spiegel, Panorama und der Berliner Illustrierten Zeitung veröffentlicht. Er machte Modereportagen in Paris für die Vogue und für  Harper’s Bazaar und war Werbefotograf für Philips, KLM, Unilever, Verkade, Droste, Van Nelle, Hero und Lucien Lelong.
Im Zweiten Weltkrieg war Van de Poll Leiter der fototechnischen Abteilung von Philips, danach arbeitete er für die Militair Gezag und für Anefo. 1945 wurde er zum Stabsfotografen des Prinzen Bernhard zur Lippe-Biesterfeld, des Kommandeurs der Binnenlandse Strijdmacht, ernannt und reiste mit dem Prinzen in die niederländischen Städte, die gerade von den Deutschen eingenommen worden waren. Verbündete wurden befreit. Er engagierte sich im Koninklijk Huis (Koninklijk Huis (Niederlande)) und war bis Ende der 1950er Jahre dort ansässiger Fotograf. Er begleitete Königin Juliana und Prinz Bernhard auf Feiern und Staatsbesuchen. 
Der junge Staat Israel wurde zu seiner Leidenschaft. Sein Fotobuch Daybreak for a nation wurde gelobt. Van de Poll berichtete über das Schicksal sowohl der Israelis als auch der Palästinenser. 1947 verfasste er einen Reisebericht über Suriname unn die Niederländischen Antillen.

## Neue Fotografie
Van de Poll verstand sich auf die Wirkung von Licht und Schatten und fotografierte sowohl mit natürlichem Licht als auch mit künstlicher Beleuchtung. Atmosphäre war sein Markenzeichen. Durch den Einsatz von Unschärfe und markanten Ausschnitten rückten Unvollkommenheiten in den Hintergrund. 
Er wandte die Prinzipien der Neuen Fotografie an und war daher nicht nur in seiner Motivwahl, sondern auch in seiner Ästhetik ein moderner Fotograf.

## Politik
Van de Poll war ein entschiedener Antifaschist und Antikommunist. Während des Zweiten Weltkriegs arbeitete er für Philips, das als wichtig für die deutsche Kriegsindustrie galt.
1965 äußerte er sich öffentlich, nachdem John de Rooy heimlich aufgenommene Fotos von der Thronfolgerin Beatrix und ihrem Liebhaber Claus von Amsberg veröffentlicht hatte. Für van de Poll waren heimliche Fotos, „Revolverfotografie“, wie er es nannte, eine Abscheulichkeit. Nachdem die Hochzeit von Beatrix und Claus durch Rauchbomben gestört worden war, zog er nach Ascona (Tessin) in der Schweiz.

## Archiv
Willem van de Poll war dreimal verheiratet, mit Gezina Sanders (1917–1929), mit der er zwei Kinder hatte, mit Nell Langlais (1931–1950) und mit Hildegard Eschen (1953–1970). Er starb 1970 im Zentralen Israelitischen Krankenhaus in Amsterdam.
Sein Fotoarchiv war mit van de Poll in die Schweiz umgezogen. Als seine dritte Frau Hildegard starb, übergab ihre Schwiegernichte Eva Numann-Katzenstein das Archiv 1988 dem Film- und Fotoarchiv des Regierungsinformationsdienstes. Die gesamte Sammlung wird heute vom niederländischen Nationaal Archief verwaltet, das auch die Urheberrechte erworben hat. 30.000 Fotos sind im Nationalarchiv digital verfügbar.

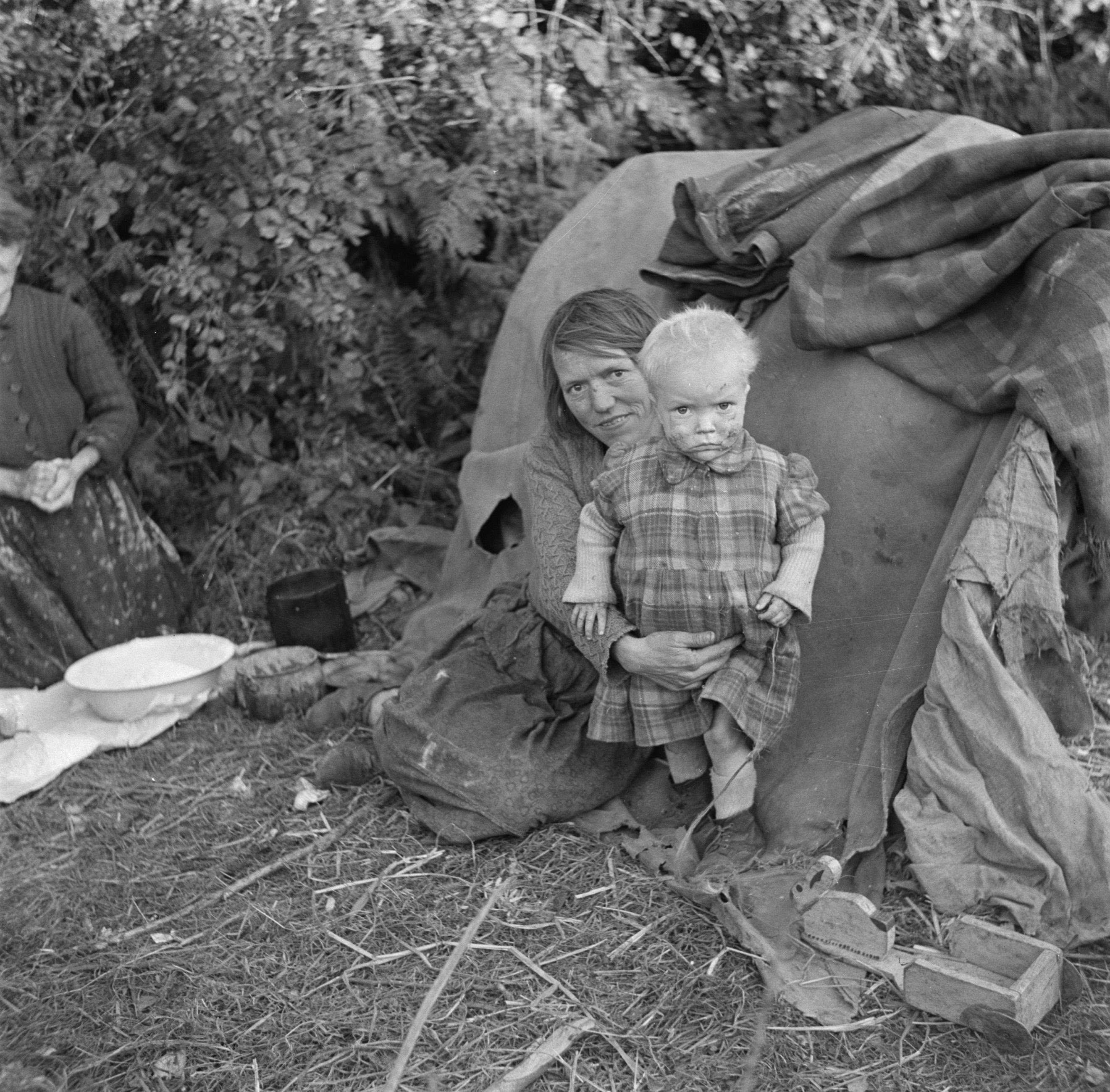
Pavees in Irland: Mutter und Kind vor einem Zelt (1930)
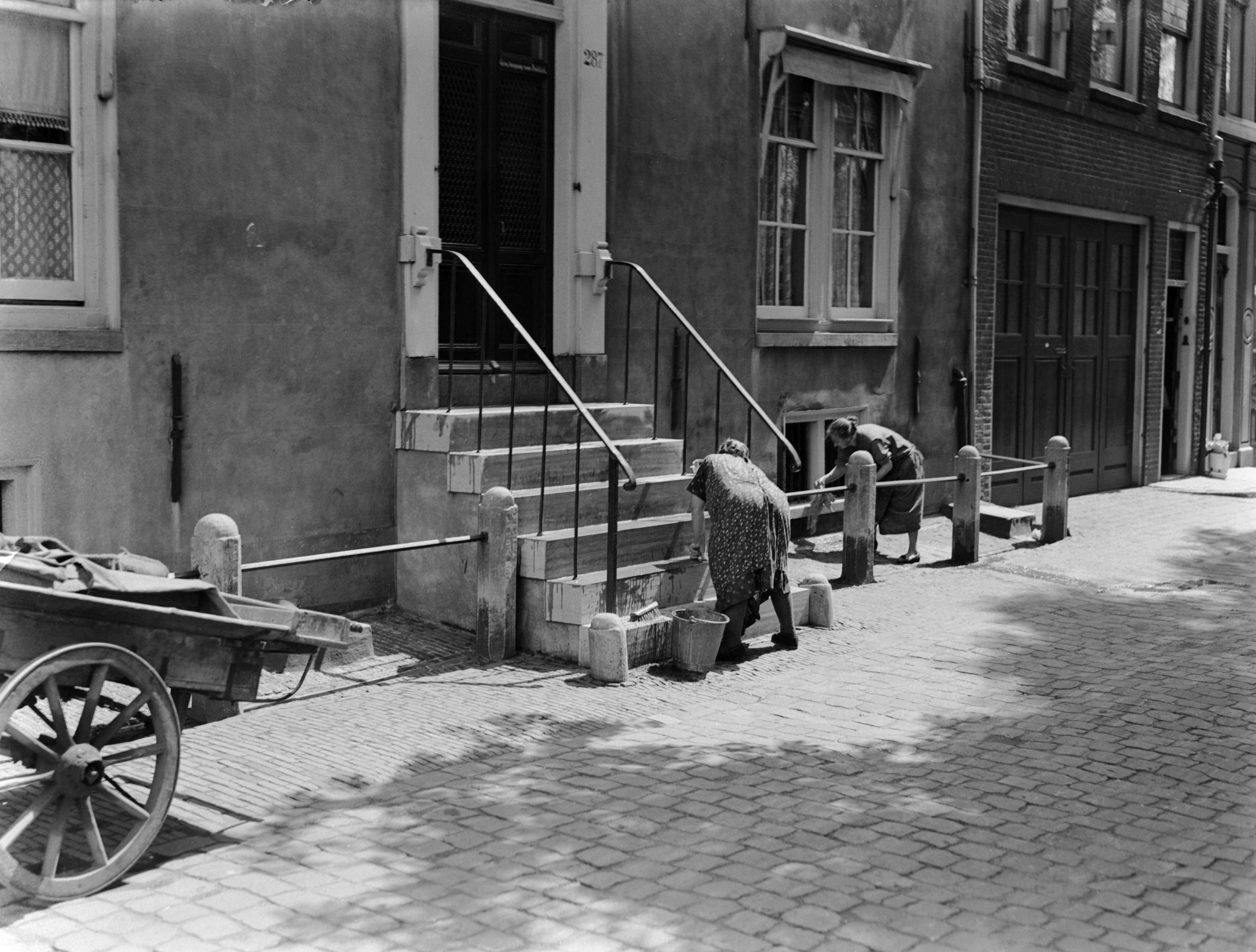
Putzen in der Amsterdamer Lijnbaansgracht 287 (1933)
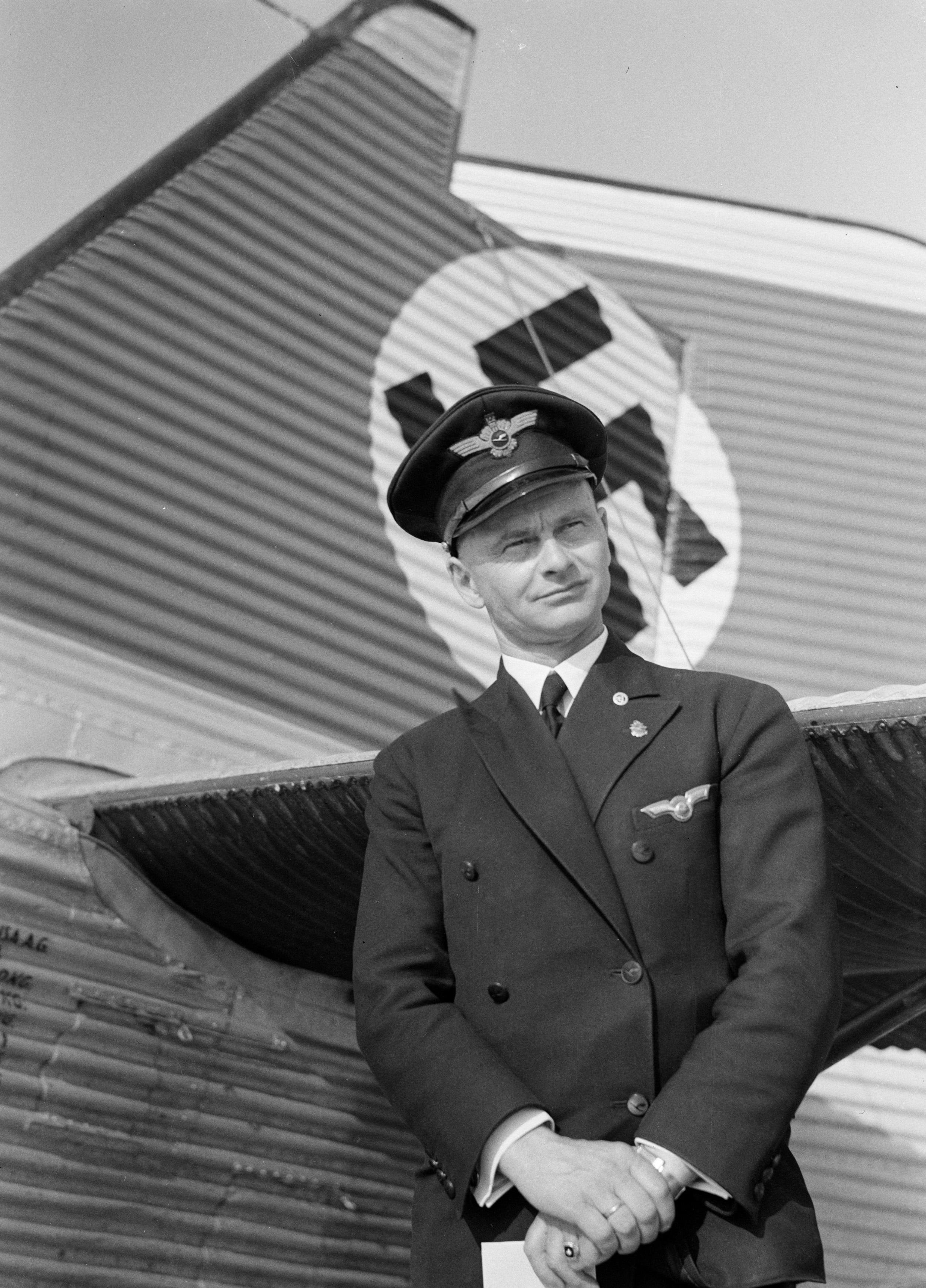
Lufthansa-Pilot in Berlin (1934)
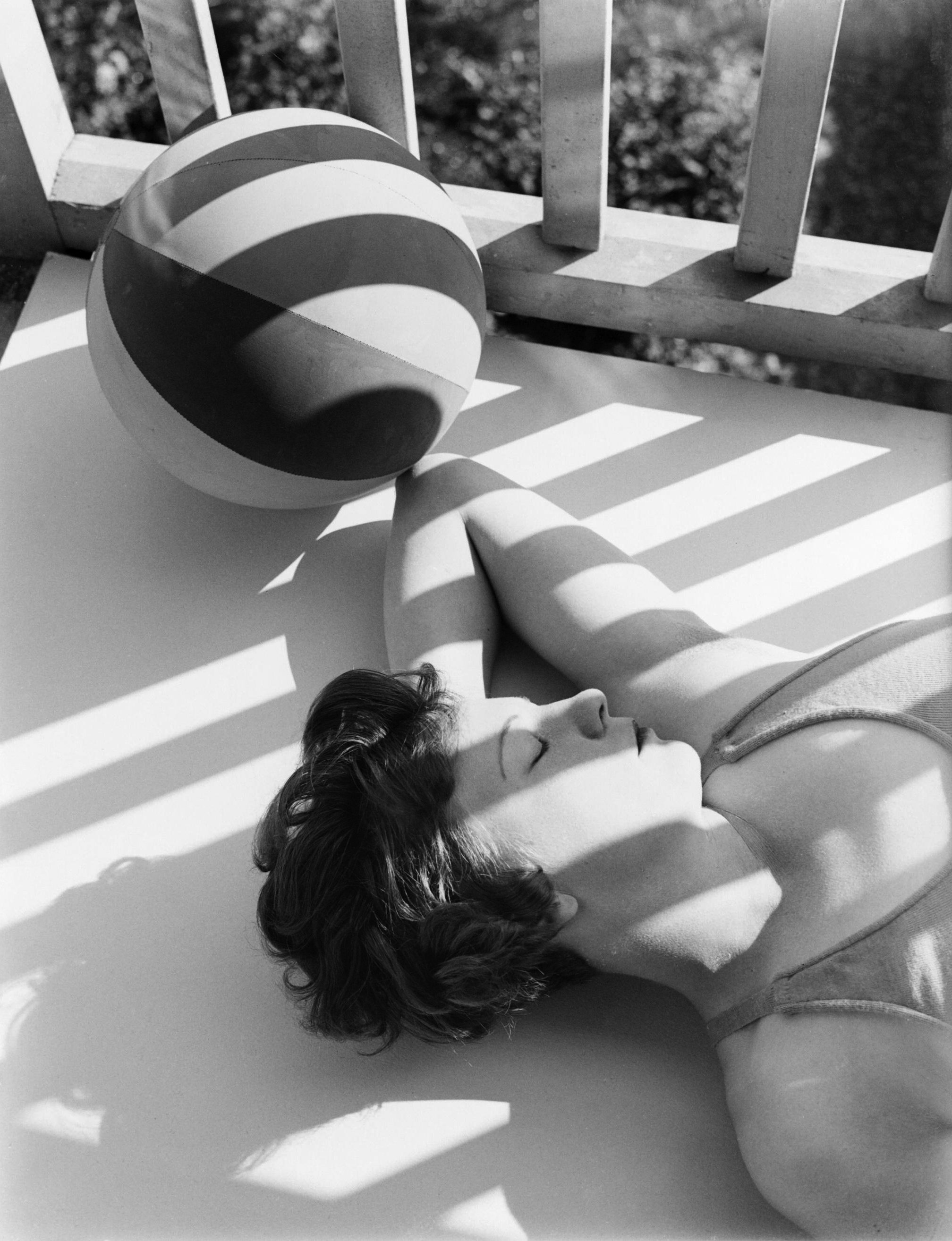
Modell mit Ball im Spiel aus Sonnenlicht und Schatten (1935)
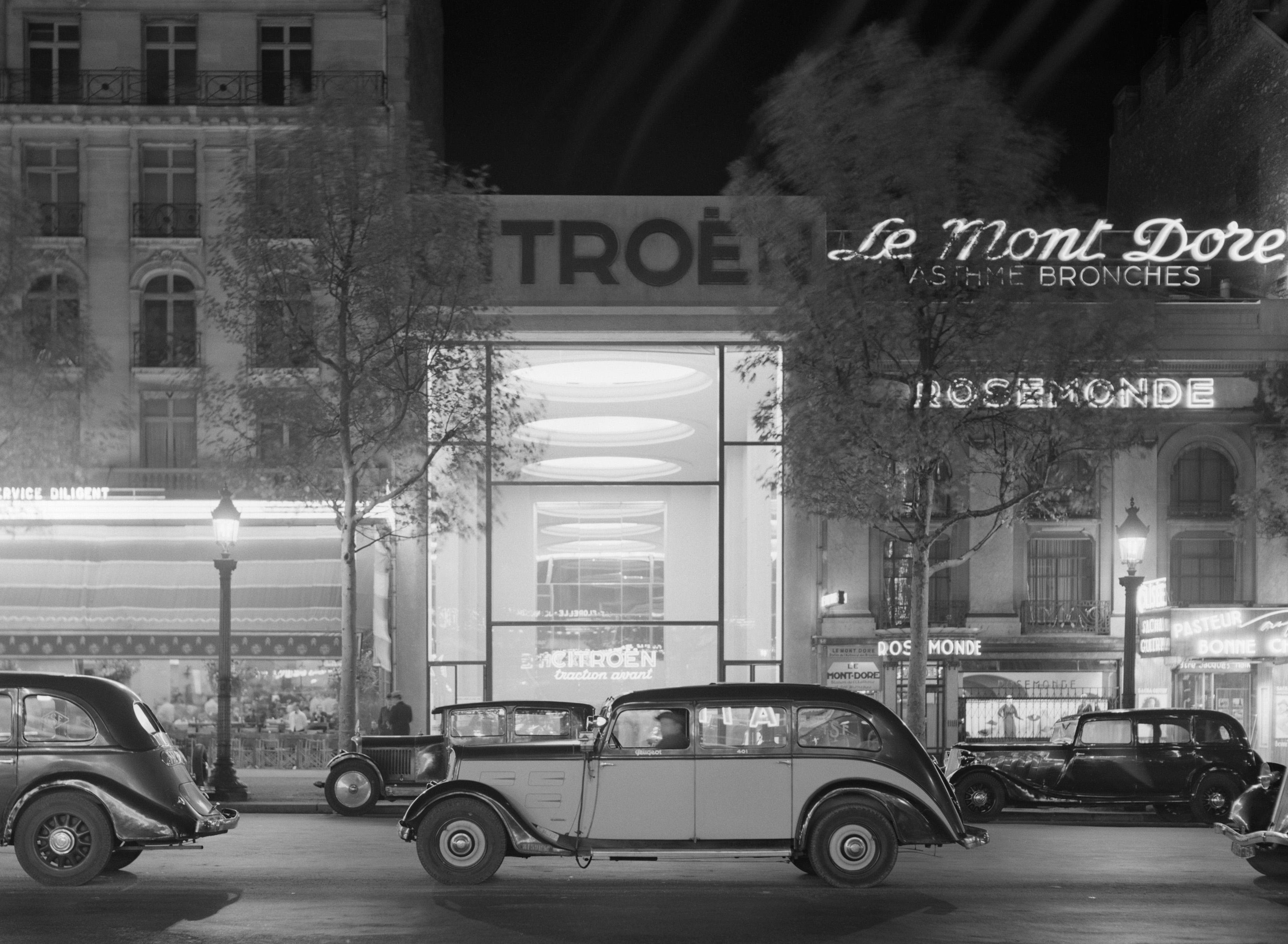
Champs-Elysées (1935)
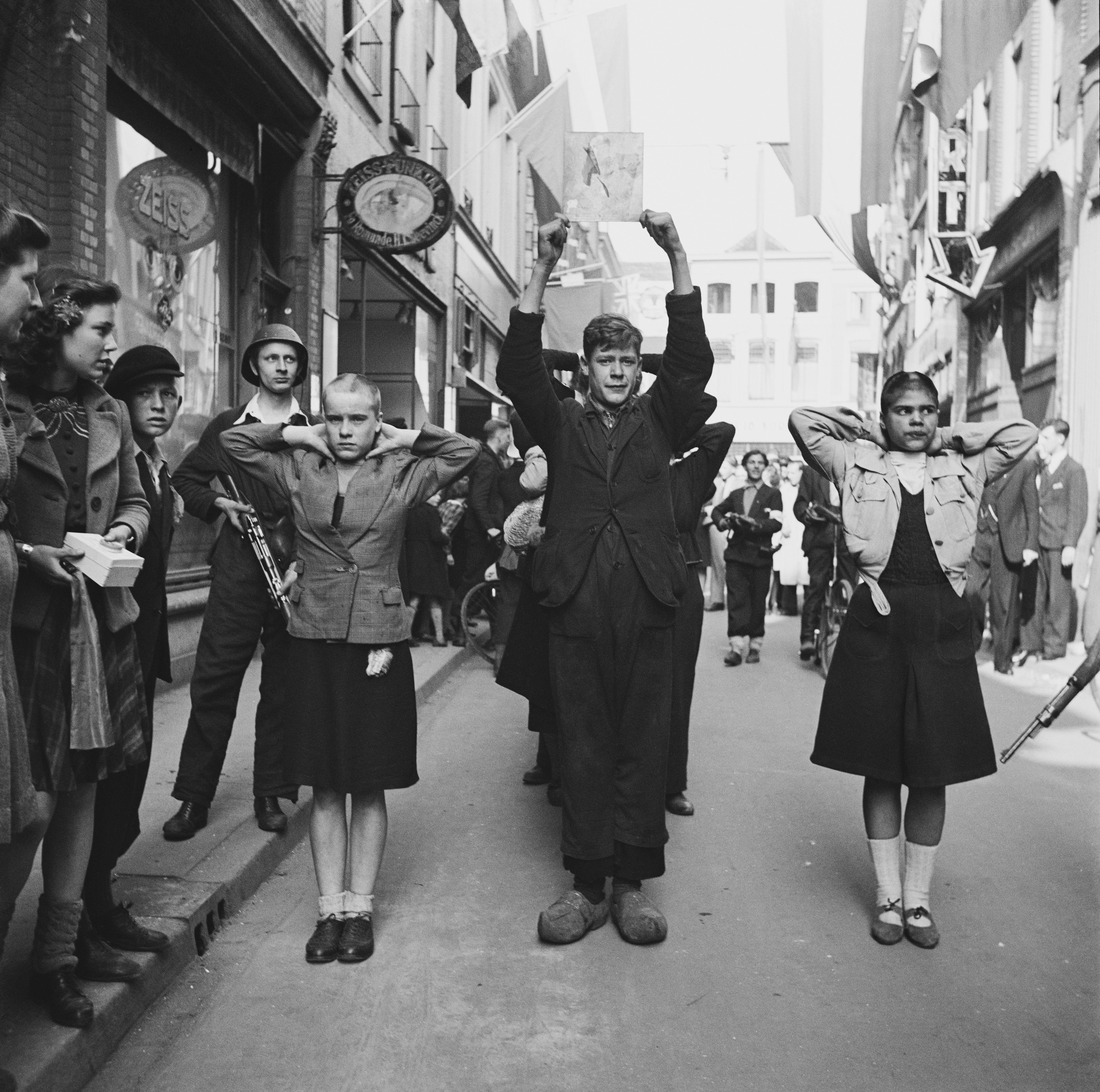
Rasierte Kraut-Mädchen (1945)
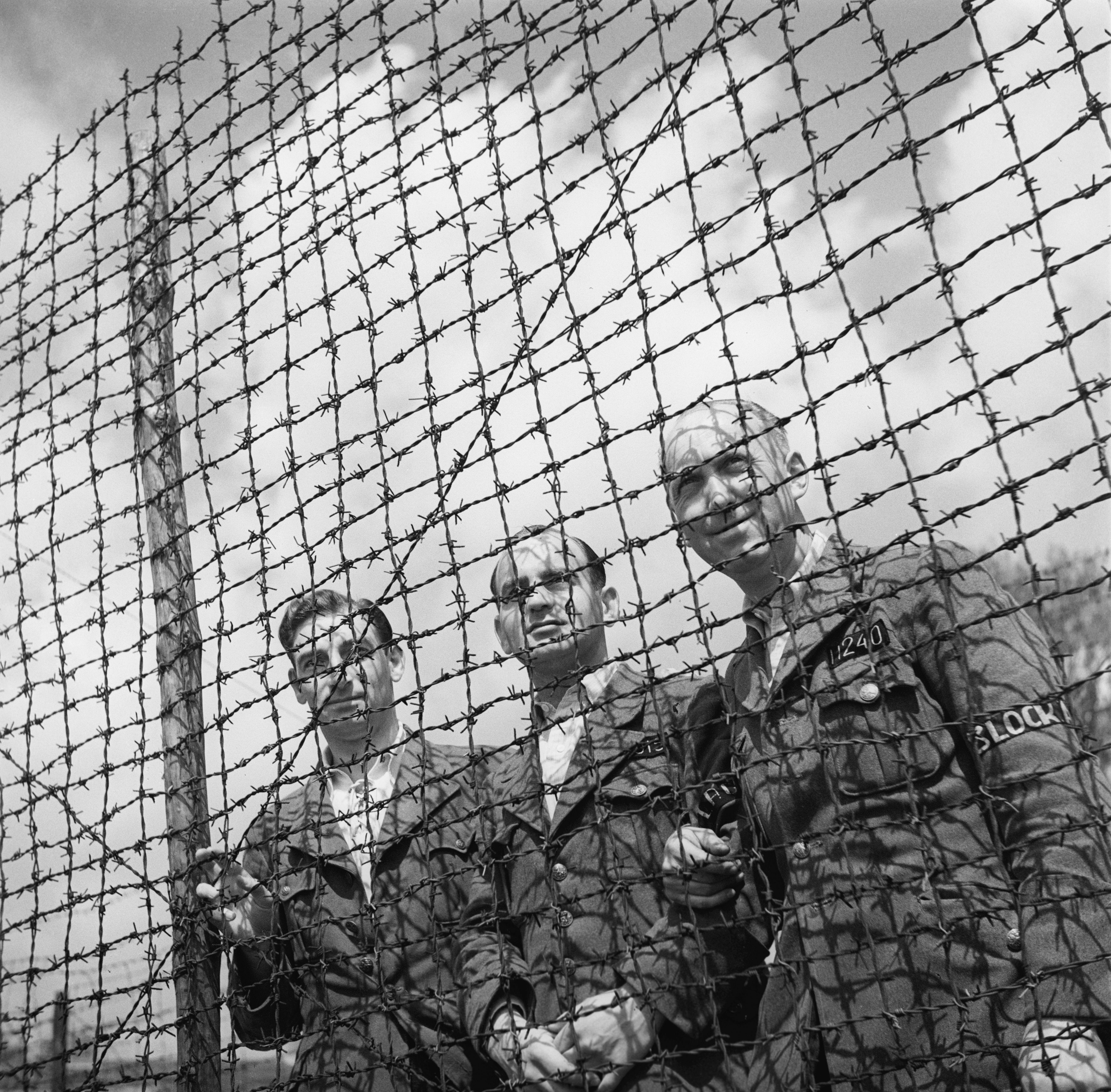
Befreiung Durchgangslager Amersfoort (1945)
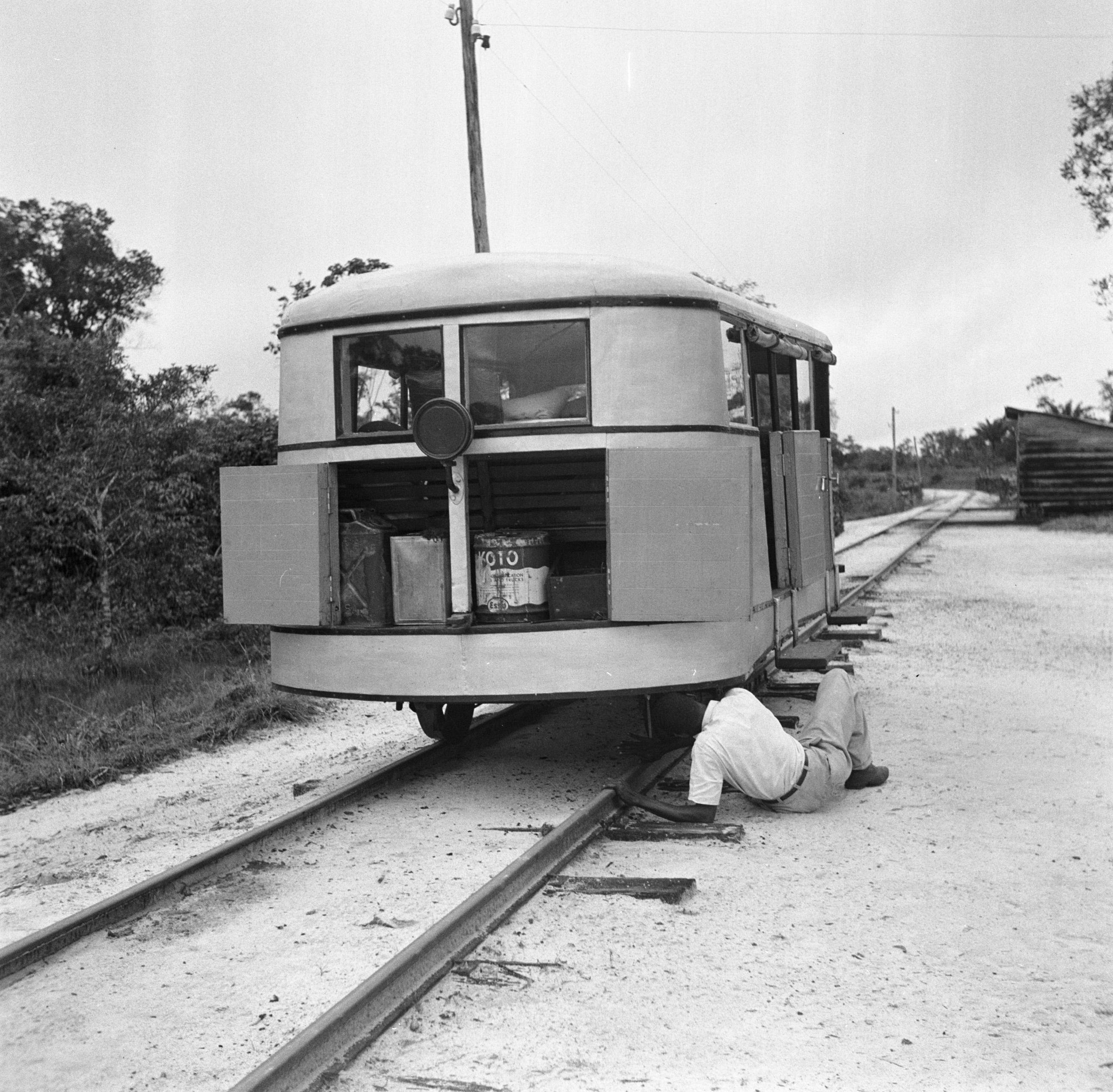
Reparatur an einem Schienenbus, Lawabahn (1947)
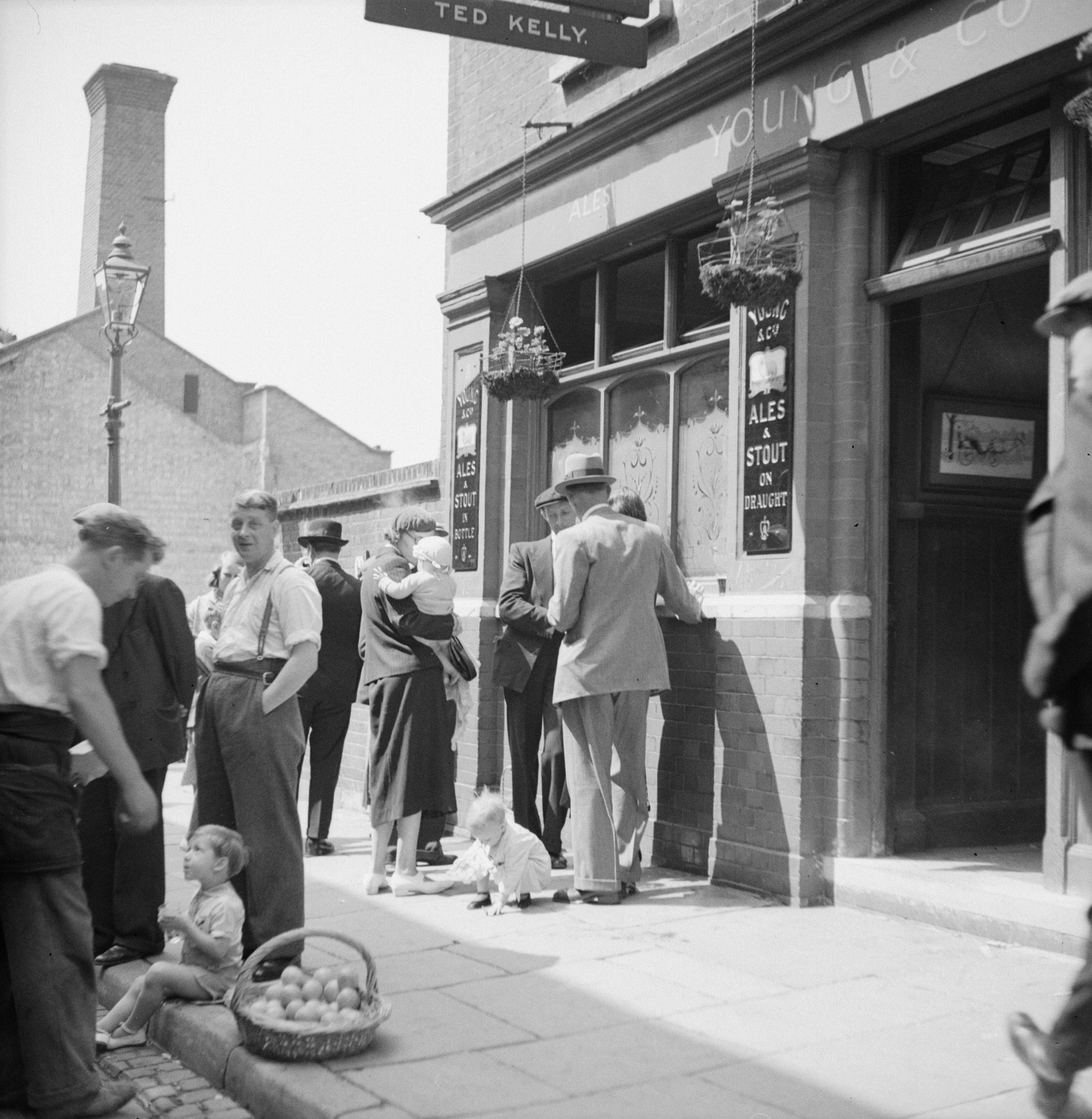
Menschen vor einem Pub in der Water Lane in Richmond (1947)
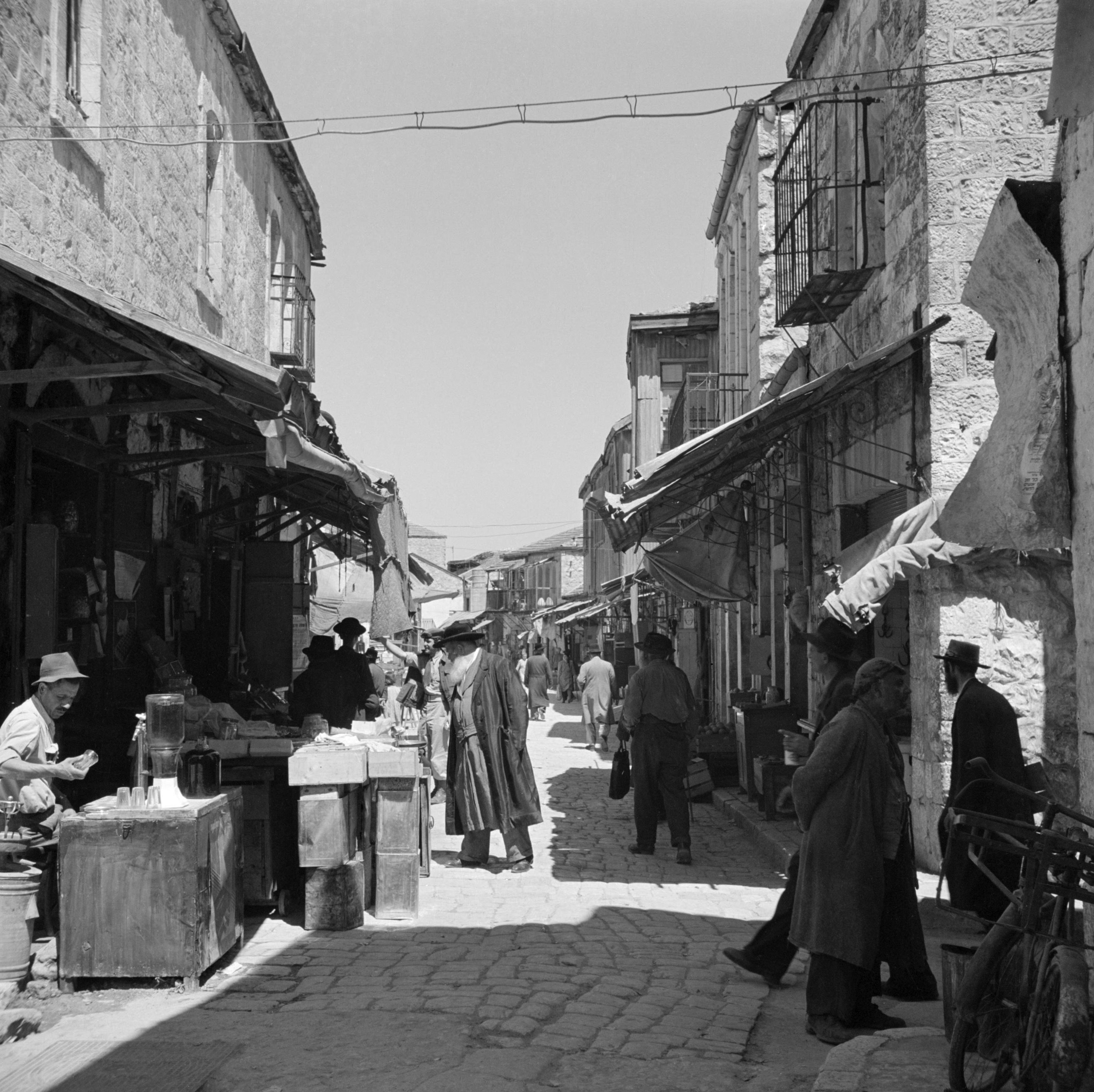
Straßenszene in Jerusalem (1948)
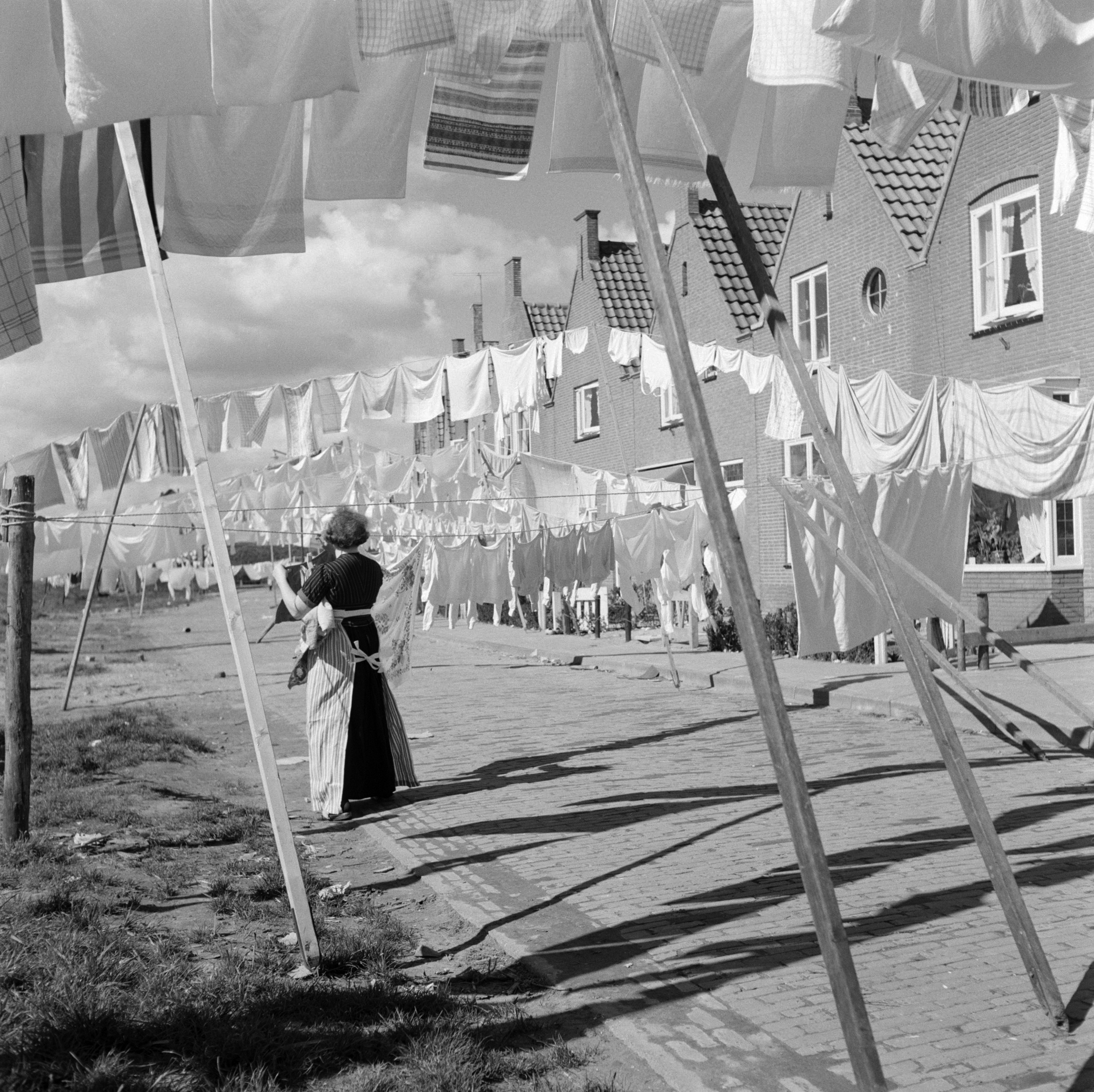
Wäscheleinen in Volendam (1959)
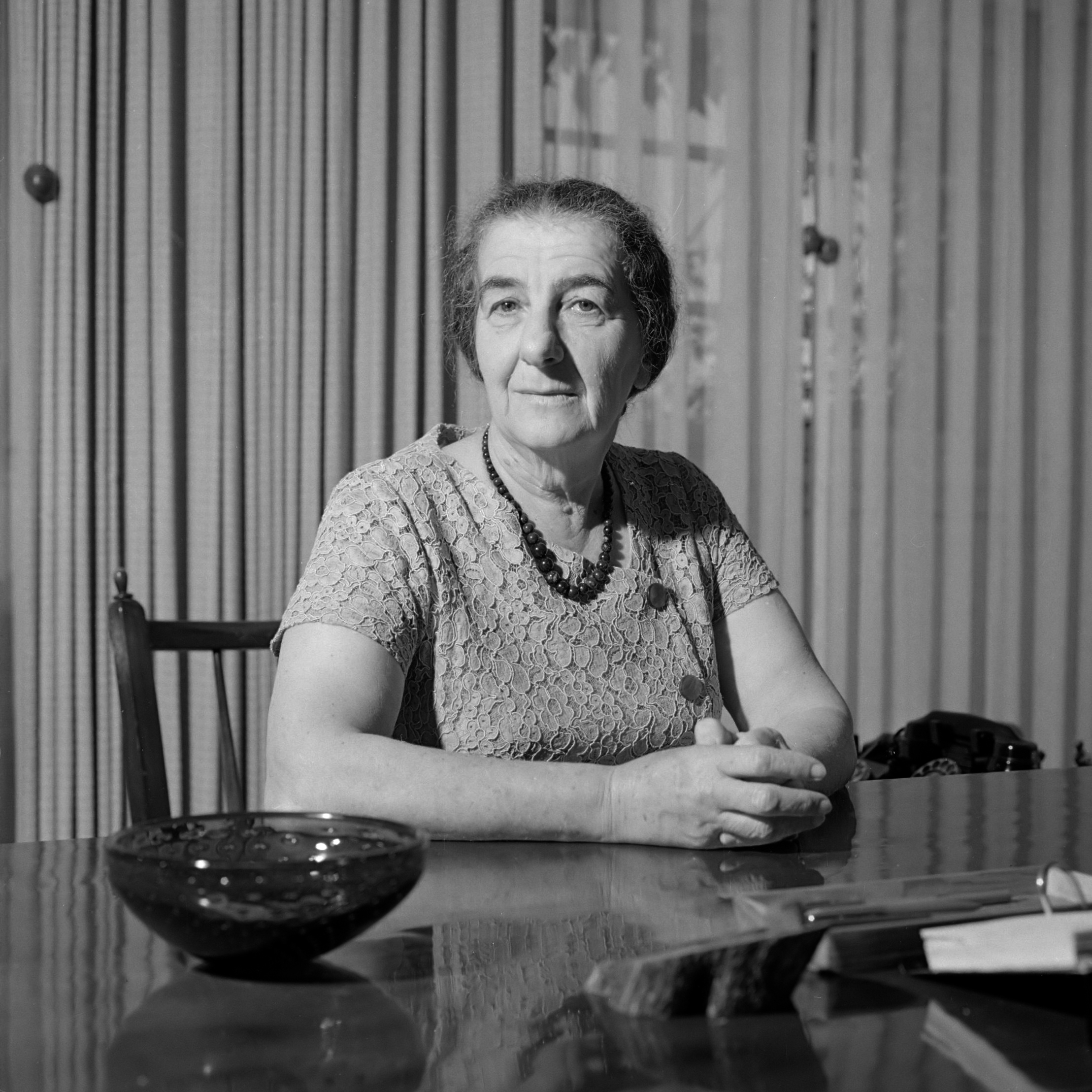
Golda Meir (1964)